# LOW JACK THREE
LOW JACK THREE（ロー・ジャック・スリー）は日本の音楽ユニットである。

## 略歴
- 2002年、結成。
- 2005年、TERIYAKI BOYZの全国ツアーに同行
- 2008年
  - 4月5日、幕張メッセにて「WORLD WIDE BAPE® HEADS SHOW 2008(reprise) in SPRINGROOVE」に出演。
  - 5月、ユニバーサルミュージックのレーベルMILESTONE CROWDS・(B)APE SOUNDS®よりメジャー・デビュー。

## メンバー
- KENGO（トラックメイカー）DJ MASSとのユニットMAD Sequence*としてもou
- Naiz（トラックメイカー）
- Seihou（トラックメイカー）

## ディスコグラフィー

### アルバム
1. PLAYERS（2008年5月21日）
  1. ROAD JACK(INTRO)
  2. INTO THE MIRROR feat.AISA
  3. MIDNIGHT TV SHOW
  4. SUCCEEDED STAGE
  5. 1976
  6. THREE
  7. SPACE SHIP
  8. SLOW DOWN(OUTRO)

### 参加作品
1. オムニバス「NIGO presents Return of the APE SOUNDS」（2005年3月3日）
12.Muddy Thumb
2. DJ SHIBUCHIN「DJ SHIBUCHIN presents...SHIBUCHIN SUMMIT」（2006年7月26日）
3.BAD TASTE FRUIT feat.KENSHIN,LOW JACK THREE,MAKI
3. WISE 「Shine like a star」（2007年2月21日）
1.Shine like a star
2.One.Chance
4. CHARA「UNION」アルバム（2007年2月28日）
11.UNION
5. WISE 「Thinking of you」（2007年5月23日）
1.Thinkig of you
6. MCU「omoide」（2007年5月23日）
3.omoide LOW JACK remix
7. サンタラ「100 miles～虹を追いかけて」（2007年6月20日）
3.100 miles～虹を追いかけて<LOW JACK THREE REMIX>
8. オムニバス「DIANA ROSS & THE SUPREMES REMIXES」（2007年6月27日）
8.Stop!In the name of love(LOW JACK MIX)
9. WISE「太陽の子供」アルバム（2007年10月10日）
2.Shine like a star
5.Thinkig of you
10. TERIYAKI BOYZ「ZOCK ON! feat.Pharrell & Busta Rhymes」（2008年3月19日）
2.I still love H.E.R. feat.Kanye West(LOW JACK THREE REMIX)
11. SOUL'd OUT「Movies&Remixies 4」（2008年7月30日）
8.Widespread Panic ～Low Jack Three Remix～
12. オムニバス「FAR EAST PROJECT -Common Remix-」（2008年9月3日）
8.The Corner(LOW JACK THREE Remix)